# Saheed Idowu
Pour les articles homonymes, voir Idowu.
Saheed Idowu, né le 3 janvier 1990 à Brazzaville, est un joueur congolais (RC) de tennis de table.

## Biographie
Saheed Idowu est médaillé de bronze par équipe aux Championnats d'Afrique de tennis de table 2010 à Yaoundé.
Il obtient ensuite le bronze en double messieurs avec Suraju Saka aux Jeux africains de 2011 à Maputo. Il est 121e du classement mondial en tennis de table homme.
Il participe aux Jeux olympiques d'été de 2012 à Londres où il est éliminé dès le tour préliminaire. 
Aux Jeux africains de 2015 à Brazzaville, il est médaillé d'argent en double messieurs avec Suraju Saka et médaillé de bronze par équipe. Il est ensuite médaillé de bronze par équipe aux Jeux africains de 2019.
Il est médaillé de bronze en simple messieurs aux Championnats d'Afrique de tennis de table 2023 à Radès.